# ستيفان يندكفيست
ستيفان يندكفيست (بالسويدية: Stefan Lindqvist)‏ (18 مارس 1967 السويد - 1 مارس 2020) هو لاعب كرة قدم سويدي لعب في مركز الوسط.

## مسيرته الكروية
لعب ستيفان يندكفيست خلال مسيرته الاحترافية مع 5 أندية في ستة عشر موسمًا وسجل خلالها 35 هدفًا ضمن 274 مباراة. حيث فاز في موسم واحد بالكأس وفي خمسة مواسم بالدوري.
خاض ستيفان يندكفيست مسيرته مع نادي هالمستاد في موسم 1986 ليلعب معه خمسة مواسم، مشاركًا في 80 مباراة سجل خلالها 11 هدفًا. ثم انتقل إلى نادي نوشاتل زاماكس في موسم 1990–91 لمدة موسم واحد، حيث شارك في 9 مباريات ولم يسجل أي هدف. لينتقل بعدها إلى نادي غوتبورغ في موسم 1991 في المرة الأولى ليلعب معه سبعة مواسم ثم ما بين عامي 1999 و2000 لمدة موسم واحد، مشاركًا طوالها في 172 مباراة سجل خلالها 22 هدفًا. ثم انتقل إلى نادي ماذرويل في موسم 1997–98 لمدة موسم واحد، مشاركًا في 6 مباريات سجل خلالها هدفًا واحدًا. هذا وانتقل لاحقًا إلى نادي سترومسغودست لكرة القدم ما بين عامي 1998 و1999 لمدة موسم واحد، مشاركًا في 7 مباريات سجل خلالها هدفًا واحدًا أيضًا.

## روابط خارجية
- ستيفان يندكفيست على موقع قاعدة بيانات كرة القدم.إي يو (الإنجليزية)
- ستيفان يندكفيست على موقع ناشيونال فوتبول تيمز (الإنجليزية)
- ستيفان يندكفيست على موقع عالم كرة القدم.نت (الإنجليزية)